# アーサーとアスタロトの謎魔界村
『アーサーとアスタロトの謎魔界村 INCREDIBLE TOONS』（アーサーとアスタロトのなぞまかいむら インクレディブルトゥーンズ）は、1996年8月30日にカプコンから発売されたセガサターンとPlayStation用のアクションパズルゲーム。
日本国外のパソコン用ゲーム『インクレディブルトゥーンズ』を『魔界村』のキャラクターを用いてカプコンがアレンジした作品。
騎士アーサーを操り、それぞれの与えられた問題を、画面上の道具の組み合わせで作ったパーツを使ってクリアする｡

## 評価
SS版はファミ通クロスレビューでは8、7、7、7の29点。レビュアーは自由度が高い、アイデアが斬新、ヒントをうまく配置する面構成が絶妙、中毒性があるとしたが、解法に正解がいくつもあって曖昧で偶然で解けてしまうこともある、『魔界村』に置き換えたのはちょっと強引すぎるとした他、序盤はチュートリアル展開だが簡単すぎるため2レベルにすると楽しめる、コントローラーよりマウス操作が快適だとした。
PS版はファミ通クロスレビューでは8、7、7、7の29点。レビュアーは「PC版ではわかった仕掛けの効果がよくわからない」「覚えればいいがキャラクター数が多いため原作よりそれぞれの役割がわかりにくい」「謎解きが偶然解けることもあるのはいいのかわるいのか」「マウス操作が微妙」「『魔界村』に置き換えたのがしっくりきていない、意味がない」とした一方で「SS版より少しだけメッセージが見やすい」「やめそうになっても心残りな気分になるのはいい」「クリアしたときの達成感は貴重」とした。
また、Best Picks of This Weekでレビュアー4人中2人が本作を挙げた。

## 攻略本
- 『アーサーとアスタロトの謎魔界村 ヒントブック』毎日コミュニケーションズ、1996年11月1日発行。ISBN 4-89563-754-9。